# 延齡草醫療系統
延齡草醫療系統（英語：Trillium Health Partners）是加拿大安大略省密西沙加及多倫多怡陶碧谷的一個醫院系統，由祈德醫院、美善醫院及女皇道醫療中心（Queensway Health Centre）組成。延齡草醫療系統是加拿大最大的社區教學醫院，擁有該國最大的急症室。該系統附屬於多倫多大學，與多倫多大學密西沙加校區有教育項目合作。
延齡草醫療系統於2011年12月1日由延齡草醫療中心（Trillium Health Center）與祈德醫院合併而成。延齡草醫療中心則由美善醫院與女皇道全科醫院於1998年合併而成。

## 轄下醫院

### 祈德醫院
祈德醫院（Credit Valley Hospital）建於1985年，是一所擁有365張床位的地區醫院，為密西沙加北部社區提供服務。該院配有用於空中救護服務的直升機坪。

### 美善醫院
美善醫院（Mississauga Hospital）建於1958年，是一所擁有751張床位的地區醫院，為密西沙加中南部社區提供服務。該院亦是該區域中風、癌症、心血管健康、心臟外科及腦神經科護理中心的駐地。

### 女皇道醫療中心
女皇道醫療中心（Queensway Health Centre）建於1956年，前稱女皇道全科醫院（Queensway General Hospital），是該醫療系統的非住院護理中心，旨在為多倫多西部及密西沙加中南部居民提供緊急護理（非危急），並緩解美善醫院及附近其他醫院急症室的壓力。